# 圣热纳维耶芙 (默尔特-摩泽尔省)
圣热纳维耶芙（法語：Sainte-Geneviève）是法国默尔特-摩泽尔省的一个市镇，属于南锡区。该市镇总面积7.14平方公里，2009年时的人口为187人。
同名市镇在法国多处均有出现。

## 人口
圣热纳维耶芙人口变化图示